# Wichmann ze Seeburgu
Wichmann ze Seeburgu (asi 1153 – 25. srpen 1192 Könnern) byl arcibiskupem magdeburským a jako rádce císaře Fridricha I. Barbarossy i jednou z nejdůležitějších osobností ovlivňujících politickou scénu Říše v 2. polovině 12. století. Zároveň patřil vedle saského vévody Jindřicha Lva a braniborského markraběte Albrechta Medvěda k nejaktivnějším iniciátorům vnitřní kolonizace německých zemí.
Druhorozený syn hraběte Gera ze Seeburgu a jeho ženy Mechtildy byl po ukončení studií v Halberstadtu a Paříži od roku 1136 kanovníkem v Halberstadtu, od roku 1149 biskupem v Zeitz-Naumburgu a konečně roku 1153 jmenován císařem Fridrichem I. Barbarossou arcibiskupem magdeburským.
V roce 1157 získal Jüterbog, který nechal osadit vlámskými kolonizátory. V roce 1170 nebo 1171 založil cisterciácký klášter Zinna.